# Hindeodus
Genre
Espèces de rang inférieur
- † H. capitanensis[1]
- † H. cristulus
- † H. gulloides[2]
- † H. parvus
- † H. permicus[3]
- † H. wordensis
- † H. typicalis [4]
- † H. priscus [5]
- † H. eurypyge
- † H. changxingensis
- † H.infaltus
- † H. julfenis

Synonymes
Anchignathodus Sweet, 1970
Hindeodus est un genre fossile de conodontes de l'ordre des Ozarkodinida, ou conodontes complexes, et de la famille des Anchignathodontidae. 
Le nom de genre rend hommage à George Jennings Hinde, un géologue et paléontologue britannique de la fin du XIXe et du début du XXe siècle. La terminaison odus vient du grec ancien ὀδούς, qui signifie dent.

## Utilisation en stratigraphie
Le début du Trias (et la fin de l'étage du Lopingien, au Permien) est aujourd'hui défini officiellement par la Commission internationale de stratigraphie par l'apparition du conodonte Hindeodus parvus.